# Estrella binaria cercana
En astronomía, se denomina estrella binaria cercana (en inglés close binary) a una estrella binaria en la cual la separación entre componentes es comparable al diámetro de las estrellas. Existen tres tipos principales que se distinguen por el grado en que cada estrella llena su lóbulo de Roche.
- Estrellas binarias separadas (en inglés detached binaries), en donde ninguna de las estrellas llena su lóbulo de Roche, de modo que no existe transferencia de masa significativa entre ellas.
- Estrellas binarias semidesprendidas (en inglés semidetached binaries), en donde una de las estrellas llena su lóbulo de Roche, provocando que esta estrella pierda materia que cae directamente hacia la compañera o entra en un disco de acreción.
- Estrellas binarias de contacto (en inglés contact binaries), en donde ambas componentes llenan sus lóbulos de Roche o comparten una envoltura común convectiva.

La proximidad de las componentes en las estrellas binarias cercanas habitualmente deforma al menos una de las componentes, dando lugar a una variable elipsoidal rotante; a menudo el sistema constituye también una binaria eclipsante.